# Haramiyida
Haramiyida é um grupo de mamíferos primitivos que habitaram o Hemisfério Norte durante o período Mesozóico. A maioria dos registros fósseis foram feitos na Europa, mas alguns são conhecidos da Groenlândia e da África. Um registro recente (janeiro de 2005), estendeu a distribuição até a Bacia do Zungar, na Mongólia Interior.

## Taxonomia
- Ordem Haramiyida Simpson, 1947
  -   Gênero Millsoson Butler e Hooker, 2005 incertae sedis
  -   Gênero Kirtlingtonia Butler e Hooker, 2005 incertae sedis
  - Subordem Theroteinida Hahn, Sigogneau-Russell e Wouters, 1989
    - Família Theroteinidae Sigogneau-Russell, Frank e Hammerle, 1986
      - Gênero Theroteinus Sigogneua-Russell, Frank e Hammerle, 1986

  - Subordem Eleutherodontida Kermack, Kermack, Lees e Mills, 1998
    - Família Eleutherodontidae Kermack, Kermack, Lees e Mills, 1998
      - Gênero Eleutherodon Kermack, Kermack, Lees e Mills

  - Subordem Haramiyina Hahn, 1973
    - Família Haramiyaviidae Butler, 2000
      - Gênero Haramiyavia Jenkins, Gatesy, Shubin e Amaral, 1997

    - Família Haramiyidae Simpson, 1947
      - Gênero Hypsiprymnopsis Dawkins, 1864 nomen dubium
      - Gênero Mojo Hahn, Lepage e Wouters
      - Gênero Allostaffia[2] Heinrich, 1999
      - Gênero Avashishta[2]Anantharaman, Wilson, Das Sarma e Clemens, 2006
      - Gênero Thomasia Poche, 1908